# Queyssac-les-Vignes
Queyssac-les-Vignes é uma comuna francesa na região administrativa da Nova Aquitânia, no departamento de Corrèze. Estende-se por uma área de 11,13 km². Em 2010 a comuna tinha 215 habitantes (densidade: 19,3 hab./km²).